# Валрам V (Лимбург)
Валрам V (на немски: Walram V; на нидерландски: Walram IV van Limburg; † 14 октомври 1279) от Дом Лимбург-Арлон, е от 1247 до 1279 г. херцог на Лимбург.

## Биография
Той е син на херцог Хайнрих IV от Лимбург (1200 – 1246) и Ирмгард фон Берг (1204 – 1248), наследничката на Графство Берг, дъщеря на граф Адолф III фон Берг († 1218).
След смъртта на баща му Валрам V поема Херцогство Лимбург, а по-големият му брат Адолф IV († 1259) става граф на Берг.
Валрам се жени пр. 24 юли 1251 г. за Юта фон Клеве († ок. 1275), дъщеря на Дитрих IV/VI, граф на Клеве, и Хедвиг фон Майсен († 1249). С нея той има един син, който умира преди или с майка си, и една дъщеря Ерменгард (Ирмгард) (1250 – 1283), която се омъжва през 1276 г. за Райналд I, граф на Гелдерн († 1326). След смъртта на Юта той се жени на 10 януари 1278 г. за Кунигунда фон Бранденбург († 1292), дъщеря на маркграф Ото III фон Бранденбург от род Аскани и съпругата му Беатриса Бохемска, дъщеря на крал Венцеслав I от Бохемия. Тя е вдовица на херцог Бела от Славония (ок. 1245 – 1269), син на крал Бела IV. Бракът е уреден от Зигфрид фон Вестербург, архиепископът на Кьолн. Те нямат деца.
След смъртта му избухва Лимбургската наследствена война (1283 – 1289).